# Moritzburg
Artikeln behandlar slottet utanför Dresden. För kommunen, se Moritzburg (Sachsen). För slottet i Halle an der Saale, se Moritzburg, Halle.

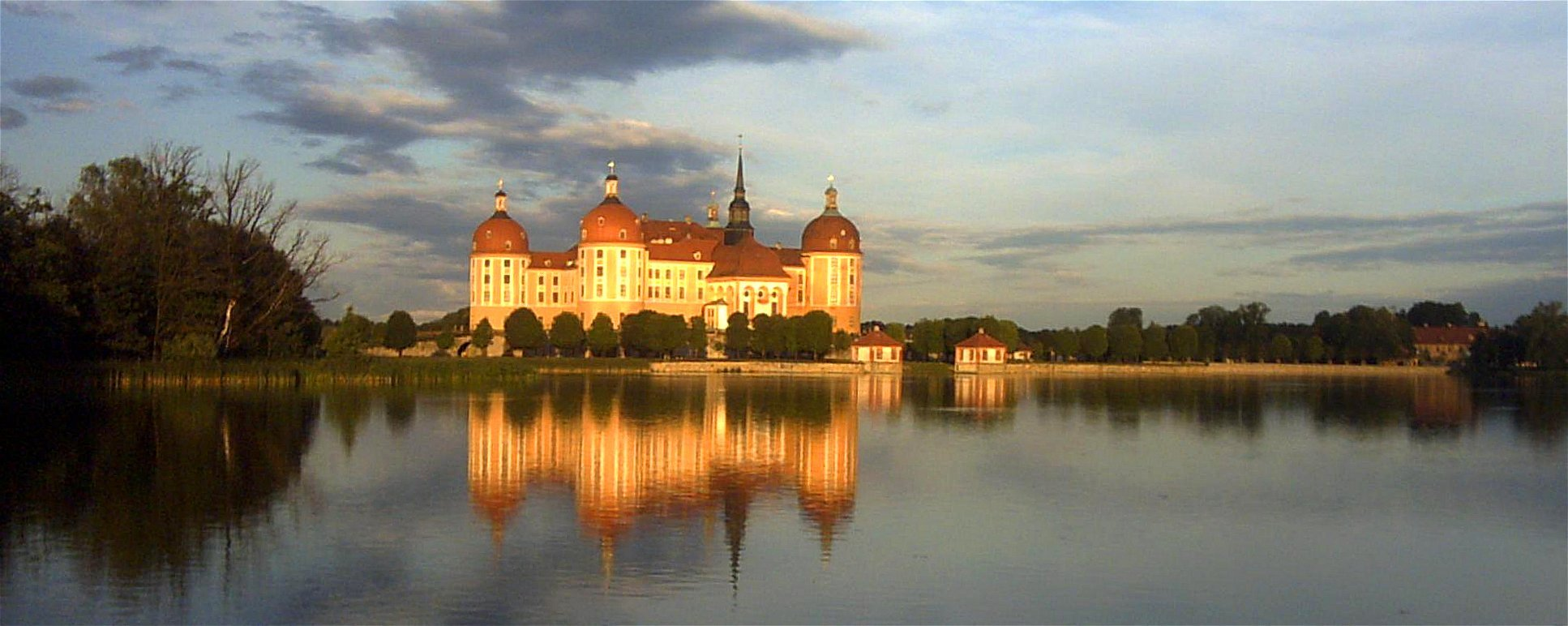
Panoramabild över Moritzburg

Moritzburg är ett slott som ligger 13 km nordväst om staden Dresden i Sachsen, Tyskland. Moritzburg ligger på en ö omgärdat av konstsjöar och kanaler. Moritzburg slott räknas som en av Sachsens vackraste slottsbyggnader.

## Historik
Byggnaden uppfördes under 1500-talet som jaktslott åt kurfurst Moritz av Sachsen och bär än idag dennes namn. Senare byggdes det om av August den starke (1670-1733). Kurfurst Fredrik August III av Sachsen (1750-1827) lät uppföra fasanerier och lustslottet  Fasanenschlösschen vid sjön. Till jaktslottet Moritzburg hörde stora jaktmarker och här roade sig de sachsiska furstarna med sina jaktsällskap. Efter jakterna arrangerades stora baler och lekar, nere vid fasanerierna byggde man på 1800-talet ett fyrtorn på en pir, och där lekte man sjörövare och höll låtsasslag till sjöss. 
Slottet beboddes av den adliga ätten Huset Wettin, till vilken de sachsiska furstarna hörde, fram till 1945 och är idag ett statligt museum. Slottet har en av Europas största samlingar av horn och djurkranier.

## Galleri

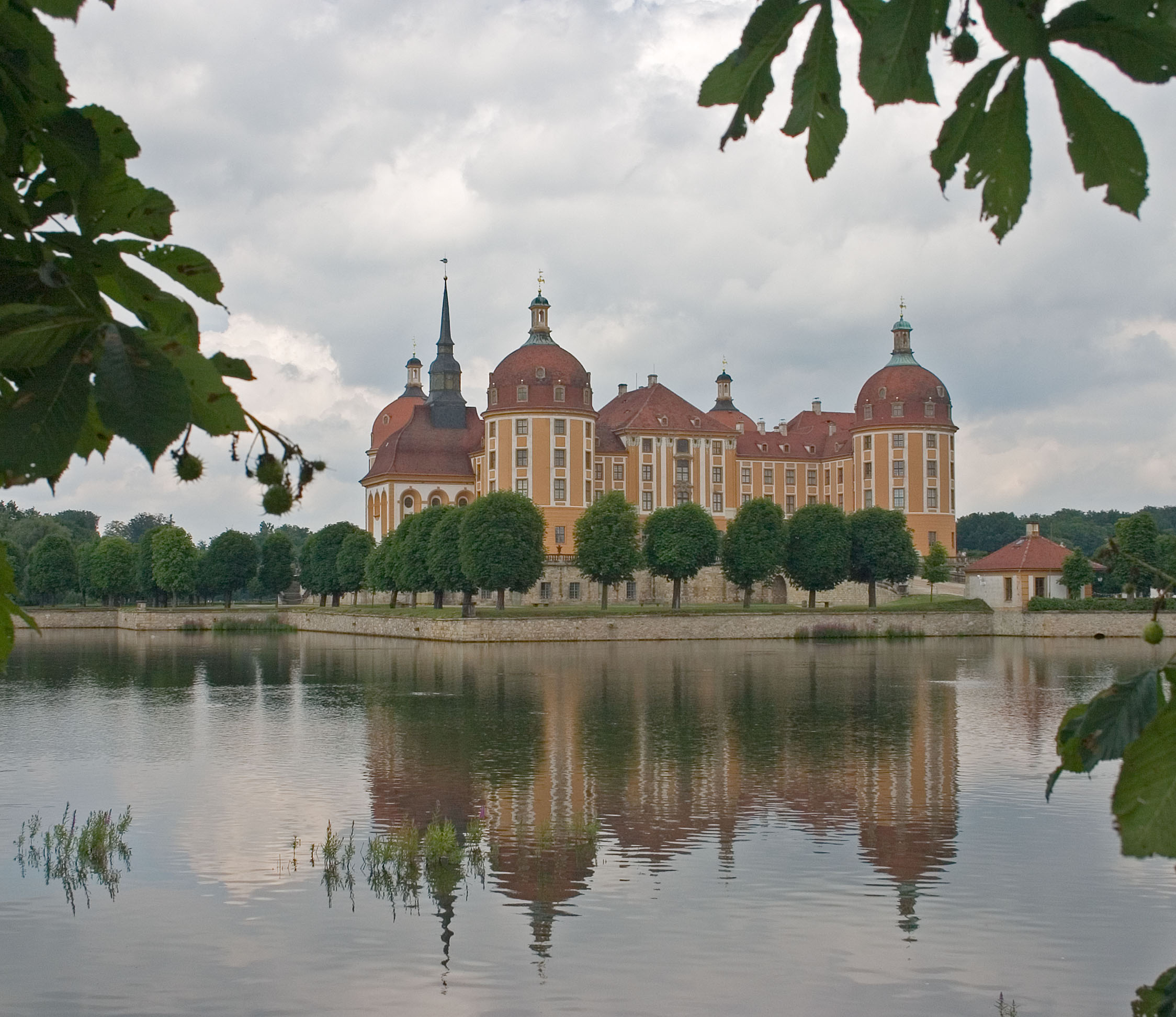
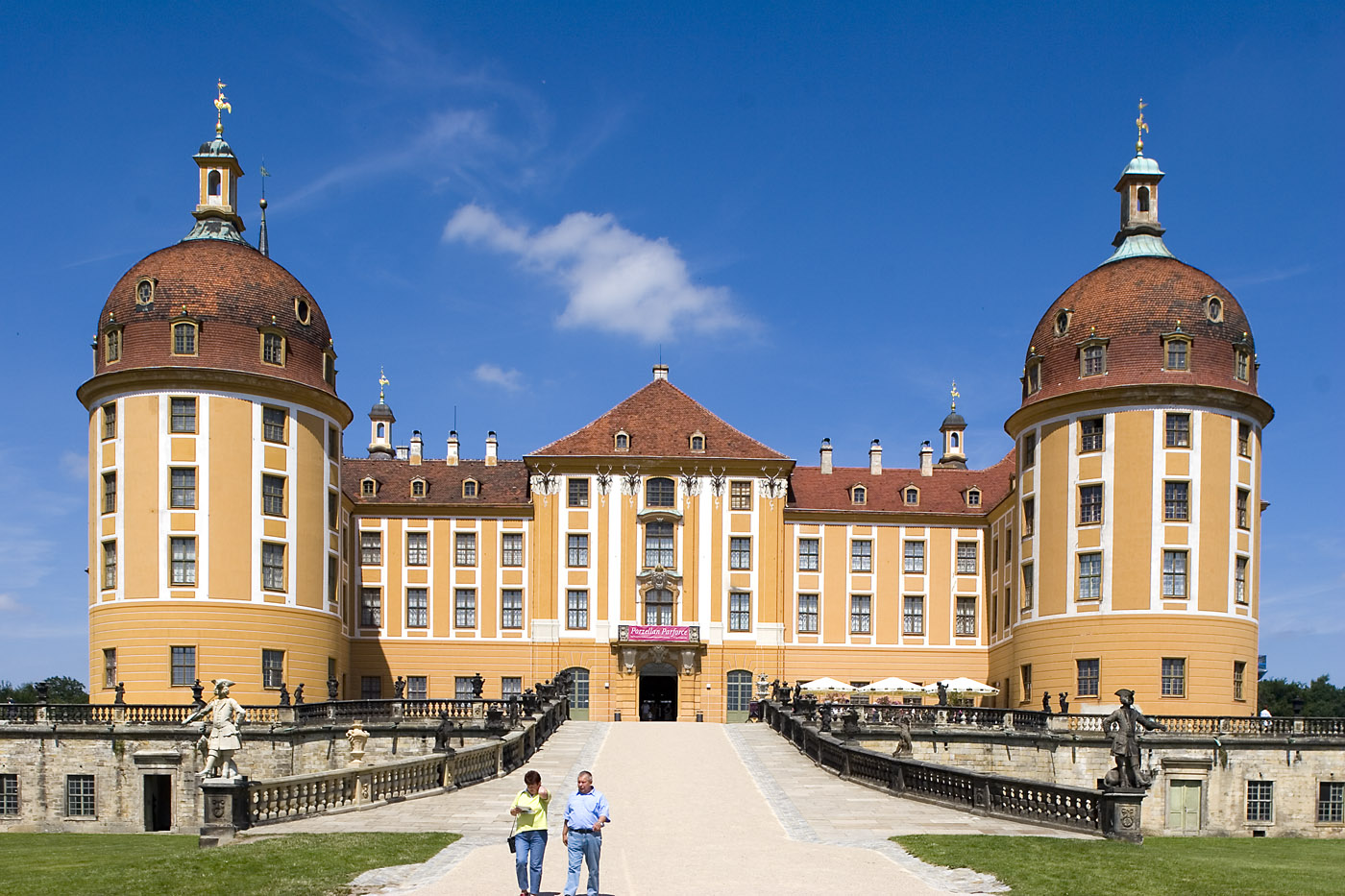
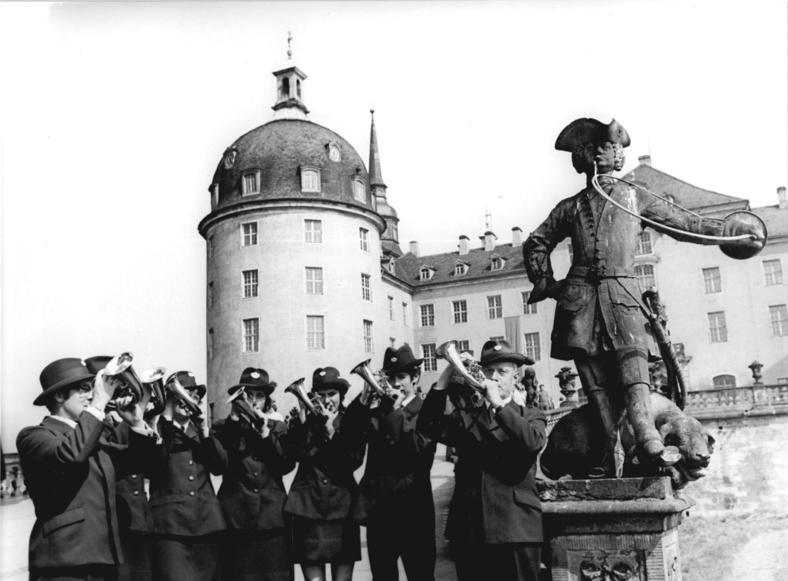
Jakthornblåsare utanför Moritzburg år 1976.